# Abtragen (Verfahren)
Das Abtragen ist eine Gruppe von Fertigungsverfahren, die gemeinsam mit dem Zerspanen, Zerteilen, Zerlegen und Reinigen zur Hauptgruppe Trennen gehört. Ihnen ist gemein, dass sie einzelne Werkstückschichten oder -teile von den Werkstücken abtrennen. Beim Abtragen geschieht dies im Gegensatz zu den anderen auf nicht-mechanischem Weg, also thermisch oder chemisch.

## Einteilung
- Thermisches Abtragen
  - Funkenerosives Abtragen
  - Elektronenstrahlbearbeitung
  - Laserstrahlbearbeitung (Laserschneiden und Laserbohren)
  - Plasmaätzen
  - Thermisches Trennen (auch thermisches Schneiden genannt)
    - Autogenes Brennschneiden
    - Plasma-Schmelzschneiden
    - Laserschneiden
- Chemisches Abtragen
  - Ätzen
  - Thermisch-chemisches Entgraten „Das thermisch-chemische Entgraten (TEM: Thermische Entgrat-Methode) ist ein Bearbeitungsverfahren, bei dem Grate an metallischen oder nichtmetallischen Werkstücken in einer sauerstoffhaltigen Atmosphäre 'abgebrannt' werden [DIN8590].“[2]
- Elektrochemisches Abtragen
  - Elektroerodieren
  - elektrochem. Formabtragen
  - elektrochem. Oberflächenabtragen
  - Elektrochemisches Abtragen
  - (Metallätzen)
  - elektrochemisches Ätzen